# Pulau Pasaran
Pulau Pasaran är en ö i Indonesien.   Den ligger i provinsen Lampung, i den västra delen av landet, 190 km väster om huvudstaden Jakarta.
Terrängen på Pulau Pasaran är varierad. Öns högsta punkt är 6 meter över havet. 